# Британская Формула-1
Британский чемпионат по шоссейное-кольцевым автогонкам в классе Формула-1 (чаще — Британская Формула-1) — британский чемпионат среди машин с открытыми колесами класса «Формула-1». Часто упоминалась как серия Aurora AFX Formula 1 из- за спонсорской поддержки компании Aurora в течение трех из четырех сезонов.

## История
Предшественником серии был чемпионат Шеллспорт Группы 8, в котором выступали автомобили «Формулы 5000». В 1977 году в него были допущены автомобили Ф1, а на следующий год Британский автоспортивный и гоночный клуб организовал отдельный чемпионат. Впрочем, в него допускались и автомобили Ф2 для наполнения стартовой решётки.
Проводился в 1978—1980 годах, а также в 1982 году. Первые три года проводился под титульным спонсорством компании «Аврора». Как и в Южноафриканском чемпионате Ф1 десятилетием ранее, использовались старые автомобили Ф1, «Лотус», «Уильямс», «Фиттипальди», впрочем, некоторые, как «Марч 781» были построены специально. Моторами служили распространённые и недорогие «Косворт» DFV. Всего было представлено 8 типов шасси, 2 типа моторов, а в 1982 году было 10 пилотов. В 1980 году в Брэндс-Хэтч впервые гонку Ф1 выиграла женщина — южноафриканка Дезире Уилсон за рулем «Уильямс». Турнир прекратил своё существование по финансовым причинам, из-за постоянного дорожания техники, стоимость выступления участников в определённый момент стала для них непомерно большой.
Ещё до появления британского чемпионата национальные первенства Формулы-1 проходили в ЮАР и СССР.

## Чемпионы
| Год  | Серия                | Гонщик            | Машина                 | Гонки† | Поул-позиции | Победы | Подиумы | Быстрейшие Круги | Очки | Отрыв (очков) |
| ---- | -------------------- | ----------------- | ---------------------- | ------ | ------------ | ------ | ------- | ---------------- | ---- | ------------- |
| 1978 | Shellsport F1 Series | Тони Триммер      | McLaren M23-Cosworth   | 8/12   | 4            | 5      | 8       | 5                | 149  | 56            |
| 1979 | Aurora F1 Series     | Руперт Киган      | Arrows A1-Cosworth     | 13/15  | 5            | 6      | 6       | 4                | 65   | 2             |
| 1980 | Aurora F1 Series     | Эмилио де Вильота | Williams FW07-Cosworth | 12/12  | 6            | 5      | 9       | 4                | 85   | 33            |
| 1982 | British F1 Series    | Джим Кроуфорд     | Ensign N180-Cosworth   | 4/5    | 3            | 3      | 3       | 4                | 34   | 18            |

† x/y: Участвовал в x числе гонок из всех y гонок сезона.